# Міруенья-де-лос-Інфансонес
Міруенья-де-лос-Інфансонес (ісп. Mirueña de los Infanzones) — муніципалітет в Іспанії, у складі автономної спільноти Кастилія-і-Леон, у провінції Авіла. Населення — 125 осіб (2010).
Муніципалітет розташований на відстані близько 120 км на захід від Мадрида, 34 км на захід від Авіли.

## Демографія
Динаміка населення (INE ):